# Juan Carlos de Pablo
Juan Carlos de Pablo (Buenos Aires, 25 de noviembre de 1943) es un economista argentino. Estudió en la Universidad Católica Argentina entre 1960 y 1964 y luego continuó con su formación en la Universidad Harvard. Es doctor honoris causa en la UCEMA (Universidad del Centro de Estudios Macroeconómicos de Argentina).
Es columnista en el diario La Nación.

## Biografía
Fue al colegio Juan Bautista de Lasalle en Ramos Mejía (Gran Buenos Aires).
Ha sido docente en la Universidad Católica Argentina, Universidad Nacional de La Plata, Universidad del Salvador, Universidad Argentina de la Empresa, Universidad Nacional del Sur, Universidad Nacional de Mar del Plata[cita requerida] y en la Universidad de Buenos Aires. Actualmente es profesor de la Universidad de San Andrés y de la UCEMA (Universidad del Centro de Estudios Macroeconómicos de Argentina).
En 1982, Juan Carlos de Pablo aparece en la escena televisiva con la entrevista a Roberto Alemann (ministro de Economía de la dictadura cívico-militar argentina), en los estudios de Canal 13, para el programa Momento económico.
Al año siguiente, forma parte junto a los periodistas Roberto Maidana, Mónica Gutiérrez y Silvia Martínez entre otros, de la cobertura realizada por ATC de las elecciones presidenciales de Argentina de 1983, realizadas el domingo 30 de octubre, que posibilitaron el retorno a la democracia. De Pablo se encargaba de analizar en los estudios del canal mediante el uso de computadoras, la carga de datos del escrutinio, proyectando el importante triunfo obtenido por la Unión Cívica Radical y su candidato Raúl Alfonsín.
En la década de 1990, el programa Momento económico se emite por la señal de cable CVN, a principio de los años 2000 De Pablo pasaría dicho ciclo a la señal P&E (Política y Economía).
Años más tarde, en 2016, De Pablo vuelve a la televisión como columnista del programa político que conduce Alejandro Fantino, Animales Sueltos, que se emite por América TV.

## Libros
- 1970: Política antiinflacionaria en la Argentina (1967-1970)
- 1971: Economía política (en colaboración con J. M. Dagnino Pastore y A. C. Sturzenegger)
- 1972: Política antiinflacionaria en la Argentina (1967-1970)
- 1976: Macroeconomía
- 1976: Un esquema de política económica para la Argentina
- 1976: Microeconomía por economistas argentinos (compilado en colaboración con F. V. Tow)
- 1977: Los economistas
- 1979: Cuatro ensayos sobre la economía argentina
- 1980: La economía que yo hice
- 1980: La economía política del peronismo
- 1981: La política económica de Margaret Thatcher
- 1981: El proceso económico: cómo lo vi y cómo lo veo
- 1981: Escritos seleccionados, 1968-1980
- 1984: Política económica argentina: materiales para el desarrollo del tema según el método de los casos
- 1986: La economía que yo hice (volumen II)
- 1989: Escritos seleccionados, 1981-1988
- 1990: Deuda externa e inestabilidad macroeconómica (en colaboración con R. Dornbusch)
- 1989: Argentine economic policy, 1958-1987 (en colaboración con A. J. Martínez)
- 1991: Macroeconomía (versión revisada, en colaboración con A. M. Leone y A. J. Martínez)
- 1991: Los 10 mandamientos del buen gobierno según Henry Kissinger[8]
- 1992: Incompletísimo diccionario de economía
- 1994: Economía: ¿una ciencia, varias... o ninguna?
- 1994: Quién hubiera dicho (la transformación que lideraron Ménem y Cavallo)
- 1994: Incompletísimo diccionario de economía (volumen II)
- 1995: Apuntes a mitad de camino
- 1995: Héctor L. Diéguez, Miguel Sidrauski y los comienzos de la licenciatura en economía en Argentina
- 1996: Incompletísimo diccionario de economía (volumen III)
- 1998: Incompletísimo diccionario de economía (volumen IV)
- 2000: Incompletísimo diccionario de economía (volumen V)
- 2000: Escritos seleccionados, 1989-…
- 2001: Pasión por crear (entrevistas a Domingo Felipe Cavallo)
- 2002: Incompletísimo diccionario de economía (volumen VI)
- 2004: Incompletísimo diccionario de economía (volumen VII)
- 2005: La economía argentina en la segunda mitad del siglo XX
- 2006: Economía al alcance de todos
- 2008: En qué anduvieron, y en qué andan, los economistas
- 2008: Levantemos la puntería
- 2009: Incompletísimo diccionario de economía (volumen VIII)
- 2010: 200 años de economía argentina (nunca un momento aburrido)
- 2010: Política económica en democracia
- 2011: Política económica en condiciones extremas
- 2012: Economía seria pero no solemne
- 2012: Economía, economistas y política económica
- 2013: Vivencias extremas (la hiperinflación de 1989 y el "corralito" de 2001)
- 2014: Economía seria pero no solemne (volumen II)
- 2014: Bodas de oro profesionales (pasión, oficio y dedicación)
- 2014: Economía seria pero no solemne (volumen III)
- 2015: Esta vez; ¿será diferente?
- 2017: Nobelnomics: vida y obra de los ganadores del Nobel de Economía
- 2018: Diez economistas argentinos. Origen, trayectoria y obra
- 2019: Qué aprendí de...?
- 2019: Política económica para decidir en tiempos difíciles
- 2019: Nuevas conversaciones trascendentales sobre economía
- 2019: Macrinomía: ¿esta vez sí será diferente?
- 2020: Macrinomía: ¿por qué no fue diferente?